# Акайгава (кальдера)

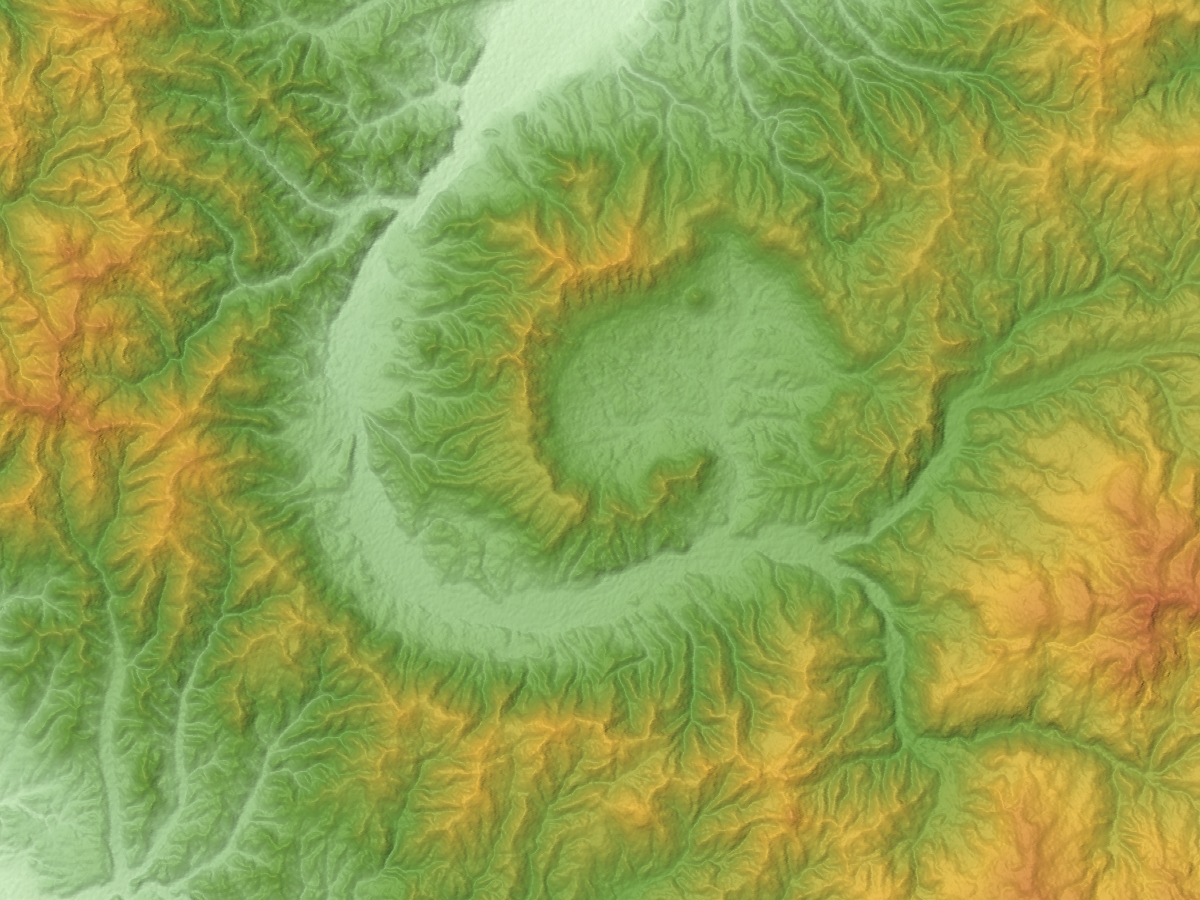
Всередині: Кальдера АкайгаваЗовні: Yoichigawa Caldera

Кальдера Акайгава (赤井川カルデラ, Akaigawa karudera) — кальдера вулкана, розташована в префектурі Хоккайдо, Японія. Вулкан був активним десь між 1,7 і 1,3 млн років тому.